# Scapulaire de la Sainte Trinité

Scapulaire de la Sainte Trinité.

Le scapulaire de la Sainte Trinité est un scapulaire catholique associé aux Trinitaires parfois nommé scapulaire blanc ; dans les documents anciens, il peut aussi porter le nom de scapulaire du saint esclavage, ce terme est le nom que portent certaines confréries religieuses en Espagne. C’est le plus ancien des scapulaires.

## Description
Le scapulaire doit être fait de deux morceaux de laine blanche où se trouve la croix rouge et bleue des trinitaires, les trois couleurs sont symboliques et représentent les hypostases : le blanc, c’est le Père, le rouge, c’est l’Esprit-Saint, le bleu, c’est le Christ, le cordon peut être de n'importe quelle couleur mais il est très souvent blanc. Le but particulier du port de ce scapulaire est d'honorer la Trinité et de prier pour l’église catholique et les œuvres des trinitaires.

## Origine
À la suite de la création des trinitaires pour le rachats des captifs, des fidèles demandent à s’affilier à l’ordre pour aider les religieux par leurs aumônes et leurs prières, des confréries sont crééesavec le scapulaire de l’ordre mais de taille réduite. Selon la tradition, c’est Notre-Dame des Remèdes (es), patronne de l’ordre qui apparut à saint Jean de Matha pour lui remettre le scapulaire .

## Approbation
De nombreux papes ont approuvé et accordé des indulgences pour le port du scapulaire, Paul V, le 6 août 1608 et le 11 novembre 1620, Clément X, le 11 février et 3 juin 1673 ainsi que Pie IX le 22 mars 1847.
Auparavant, seuls les trinitaires pouvaient bénir et imposer le scapulaire, si un autre prêtre désirait le faire, il devait adresser une demande au supérieur général des trinitaires. Actuellement le droit canonique autorise tout prêtre à administrer les sacramentaux selon les rites de l'église.

## bibliographie
- Maurel, Scapulaires du Carmel, de l'Immaculée, des 7 douleurs, de la Trinité et de la Passion, Versailles, Beau Jeune, 1862 pp.  12 à 14 sur Google Livres